# Готфрид III фон Калв-Льовенщайн
Готфрид III фон Калв-Льовенщайн (на немски: Gottfried III von Calw-Löwenstein; * пр. 1252; † сл. 1277) е граф на Калв и последният граф на Льовенщайн.

## Произход и управление
Той е син на граф Готфрид II фон Калв-Льовенщайн († сл. 1237) и съпругата му Рутина фон Байлщайн-Волфзьолден, дъщеря на граф Бертхолд фон Байлщайн († сл. 1251) и Аделхайд фон Бонфелд. Брат е на Бертхолд († сл. 1257), Албрехт († сл. 1277), Албрехт († сл. 1298) и Кунигунда († сл. 1297). Внук е на Готфрид I фон Калв-Льовенщайн († сл. 1194) и правнук на граф Бертхолд I фон Калв-Льовенщайн (* пр. 1152; † сл. 1167) и праправнук на граф Адалберт IV фон Калв († сл. 1146), който 1125 г. става граф на Льовенщайн (comes de Lewinstein).
Прадядо му Бертхолд I получава графството Льовенщайн и основава (Калфската) линия Графове фон Льовенщайн (Grafen von Löwenstein). Графовте фон Калф построяват около 1090 г. замък Льовенщайн. През 1287 г. селището има права на град.
Готфрид III фон Калв-Льовенщайн се жени три пъти и вероятно няма синове. Против волята на дъщерите му Готфрид и съпругата му София фон Берг продават на 21 октомври 1277 г. графството Льовенщайн на епископа на Вюрцбург, който се нуждае от пари и го продава на 15 август 1281 г. на крал Рудолф I Хабсбургски, който през 1283 г. го дава на извънбрачния си син Албрехт I фон Шенкенберг-Льовенщайн.

## Фамилия
Първи брак: пр. август 1253 г. с Кунигунда фон Хоенлое-Романя († сл. 1253), дъщеря на граф Готфрид I фон Хоенлое-Романя († 1254/1255/1266) и Рихица фон Краутхайм († 1262). Те имат децата:
- Агнес († сл. 1277), омъжена между 1274 и 1277 г. за Енгелхард IV фон Вайнсберг († ок. 1278)
- Рихца/Рихица († сл. 1294), омъжена I. пр. 21 октомври 1279 г. за граф Бертолд III фон Нойфен-Марщетен († 1291), II. пр. 28. юли 1294 г. за граф Еберхард I фон Грюнинген-Ландау († ок. 1323)
- дъщеря, омъжена за граф Симон I фон Цвайбрюкен-Еберщайн († 1281)

Втори брак: с Ута († сл. 1262). Бракът е бездетен.
Трети брак: пр. 1275 г. със София фон Берг († 1 май 1284), вдовица на Улрих III фон Гунделфинген-Хеленщайн († сл. 1263), дъщеря на граф и маркграф Хайнрих III фон Берг-Шелклинген-Бургау († ок. 1241) и съпругата му Аделхайд фон Шелклинген. Бракът е бездетен.